# Annie Wilkes
Anne Marie Wilkes è un personaggio immaginario e l'antagonista principale del romanzo Misery di Stephen King. Nella versione cinematografica del 1990 (riadattata per l'Italia con il titolo di Misery non deve morire), il suo personaggio è stato interpretato dall'attrice Kathy Bates, che, per l'interpretazione, ha vinto un Oscar alla miglior attrice. Sul piccolo schermo è stata invece interpretata da Lizzy Caplan durante la seconda stagione della serie televisiva Castle Rock.
È uno dei personaggi più oscuri e inquietanti creati dal Re del brivido e, nella classifica stilata dall'American Film Institute sui 50 cattivi migliori del cinema americano, ha guadagnato il 17º posto.

## Storia
Annie Marie Wilkes Dugan era nata il 1º aprile 1943 a Bakersfield, nel sud della California, da Carl Wilkes e Cryslda Berryman, sposatisi il 30 maggio 1938 e aveva un fratello di nome Paul Emery Wilkes, nato il 12 maggio 1939. Il 17 maggio 1966 Annie si diplomò come infermiera alla University of Southern California e si sposò il 2 gennaio 1979 con Ralph Dugan, da cui divorziò nell'agosto del 1980. Nel 1986 Annie salva lo scrittore Paul Sheldon dopo che questi ha subito un incidente e lo porta nella sua baita di montagna. Inizialmente lo scrittore crede di essere al sicuro, sebbene isolato, ma non appena Annie scopre che Paul ha "ucciso" il suo personaggio preferito al termine del suo ultimo romanzo, il comportamento di lei cambia radicalmente: la donna tiene segregato lo scrittore, tagliando i suoi contatti con il resto del mondo e, sottoponendolo ad una serie di torture fisiche e mentali sempre più crudeli, lo obbliga a riscrivere il romanzo per far rivivere la sua eroina, Misery Chastain. Conscia della momentanea infermità di Paul, la donna usa qualsiasi mezzo per obbligarlo a scrivere: gli fa bruciare l'unica copia del suo nuovo manoscritto, lo minaccia di morte, lo droga con dei farmaci e, in una delle scene più inquietanti del film, arriva a fratturargli entrambe le caviglie con un maglio (mentre nel libro gli taglia un piede e un pollice). Al termine della stesura del romanzo, tuttavia, Paul riesce a liberarsi e tenta di fuggire. Annie lo aggredisce, decisa ad ucciderlo, ma nel corso della violenta colluttazione viene colpita alla testa, oltre a bruciare lentamente e in modo molto doloroso. Paul, nel mentre gravemente ferito ma vivo, viene tratto in salvo dalla polizia.
Si scopre all'arrivo dei poliziotti che Annie riesce a scappare dalla camera di Paul passando per la finestra e trascinandosi verso il fienile, morendo per via di un trauma cranico con la mano su una motosega elettrica.

## Crimini
Il sequestro di Paul Sheldon non è l'unico crimine di cui si macchia Annie. Durante la sua prigionia, lo scrittore scopre l'album dei ricordi nei quali l'infermiera colleziona degli inquietanti ritagli di giornale riguardanti delle morti sospette. In breve tempo Paul comprende che è stata Annie a commetterli, pur non essendo mai stata condannata. In particolare, la donna avrebbe causato la morte di suo padre e di una giovane infermiera che lavorava con lei (mascherando entrambi gli omicidi come incidenti), oltre che di vari pazienti negli ospedali in cui lavorava, soprattutto anziani e neonati. Considerando questo aspetto della sua personalità criminale, Annie presenta molti punti in comune con gli "angeli della morte", i serial killer in ambito medico. Inoltre, Annie uccide un'altra persona durante il sequestro di Paul: il giovane agente di polizia Duane Kushner.
Nel film giustizia anche l'anziano sceriffo Buster McCain (personaggio non presente nel romanzo) che, indagando sulla scomparsa dello scrittore, era entrato in casa della donna, ma appena lo scorge in fondo alle scale, Annie gli spara alle spalle con il suo fucile, uccidendolo sul colpo.

## Personalità
Annie vive sola in una baita di montagna, con pochissimi collegamenti con il resto del mondo, e nutre un'ammirazione ossessiva per i romanzi di Paul Sheldon. In particolare, considera la protagonista Misery Chastain una persona reale, al punto di aggredire lo scrittore per obbligarlo a "resuscitare" l'eroina. La conoscenza della medicina e dell'effetto dei farmaci permette ad Annie di drogare Paul e di tenerlo costantemente sotto il suo controllo. La caratteristica più peculiare del suo comportamento sono i suoi rapidi sbalzi d'umore: per motivi futili, in pochi istanti può passare da una gentilezza quasi materna al sadismo più efferato. È affetta da gravi turbe psichiche, che tuttavia non vengono specificate: l'instabilità emotiva, il morboso attaccamento verso Paul, le sue premure verso di lui per ottenere ciò che vuole, il voler essere ammirata, la paura di essere abbandonata e la difficoltà a controllare la propria aggressività potrebbero essere sintomi di Disturbo Borderline della Personalità con dei tratti narcisistici. A queste esplosioni di rabbia si alternano dei periodi depressivi, durante i quali fantastica di uccidere Paul e poi se stessa per coronare quella che considera una storia d'amore. Infatti, nonostante gli atti violenti che compie, Annie è convinta di agire per il bene di Paul e che lui debba ricambiare il suo "amore": potrebbe quindi soffrire di una grave forma di erotomania e comportarsi come uno stalker. È anche profondamente religiosa, ai limiti della scrupolosità, e non tollera le parole volgari, sebbene insulti Paul nei momenti di rabbia più acuti con dei termini tutti suoi (ex: "sporca burba").